# Chlebičov
Chlebičov (niem. Klebesch, Klebsch lub Klepsch) – wieś w Czechach, w kraju morawsko-śląskim, w okresie Opawa. Według danych z dnia 1 stycznia 2010 liczyła 1094 mieszkańców.
Pierwsza wzmianka pisemna o wsi Clebizstowe pochodzi w 1250, kiedy to należała do Margrabstwa Moraw, następnie do księstwa opawskiego. Miejscowość leży w ziemi hulczyńskiej zamieszkałej przez Morawców (inaczej Prajzaków), od XVIII wieku jej nazwę po niemiecku zaczęto zapisywać w postaci skróconej Kleb(e)sch. Po wojnach śląskich należała do Królestwa Prus (w powiecie raciborskim), w 1920 przyłączona do Czechosłowacji.